# Henny Thijssen
Henny Thijssen (Utrecht, 18 april 1952) is een Nederlands zanger, tekstschrijver en producer uit Twente. Hij is onder meer verantwoordelijk voor de tekst van het nummer Ga, gezongen door André Hazes.
Hij woont al jaren in Enschede.

## Biografie
Hij werd geboren in een tehuis voor ongehuwde moeders. Met Wolter Dassen begon hij een studio in Oldenzaal. Thijssen zong vanaf de oprichting in 1988 in de rockband East Coast (daarvoor was de naam Whoom) en maakte daarmee het album East Coast en 2 singles. De band stopte in 1990.
In 1988 won hij voor Nederland tijdens het uit 24 landen (waaronder de VS, Cuba, Australië) bestaande Wereld Songfestival in Bratislava de publieksprijs en de derde prijs van de vakjury, met het nummer Save our Planet. Later in 1998 heeft Thijssen nog zijn soloalbum Tastbaar gemaakt, waarop onder andere de nummers Vlinder en Passie. Ook schreef en produceerde hij voor diverse buitenlandse rockbands hitnummers.
In 2007 bracht hij na bijna tien jaar weer een nieuwe single uit met de titel Tabbe Tabbe Tab en in 2008 onder andere de hitsingle De nacht is mijn leven, een duet met Henri van Velzen uit Zwolle. Zijn derde single in 2008 Dans nog een keer met mij kwam binnen op de Nederlandse hitlijst Top 100 op plaats 78. Ook bracht Thijssen in 2008 na 10 jaar weer een album met dvd uit getiteld: Levensecht en behaalde Thijssen in 2008 de vierde plaats in de Nederlandse Vakjury Prijs in de categorie Tekstschrijvers. Er zijn ruim duizend geregistreerde liedjes van Henny Thijssen op de markt.
In 2012 is er een nieuw album uitgekomen "Bloeiend Hart" waar onder andere het nummer Ga op staat, geschreven voor André Hazes.
Thijssen heeft onder andere samengewerkt met artiesten als Gert en Hermien, Wilma, Jan Boezeroen, Henri van Velzen, Frans Bauer, Tino Martin, Corry Konings, Koos Alberts, Marianne Weber en André Hazes met wie hij goud en platina behaalde.

## Trivia
- Henny Thijssen is de broer van zangeres Wilma die begin jaren zeventig hits scoorde als Een klomp met een zeiltje, 80 rode rozen en Zou het erg zijn lieve opa (met Vader Abraham).
- Henny Thijssen heeft meegedaan aan het tweede seizoen van het SBS6-talentenjacht Bloed, zweet & tranen, hij bereikte daarin de finale.
- Henny Thijssen werd in 2020 tot winnaar gekroond in het RTL 4-programma The Voice Senior.

## Discografie
Hieronder een beknopte lijst met bekende nummers.
Voor André Hazes:
- Ga
- Het kind in mij
- Blijf nog even hangen

Voor Frank van Etten:
- Leef als een zigeuner
- Geluk
- Pluk alle sterren van de hemel

Voor Renée de Haan:
- Als je dan wilt gaan
- Niemand weet wat ik nu voel
- Het album; Wat er echt in mij leeft

Voor Koos Alberts:
- Tranen van verdriet
- Je moet ’t leven nemen zoals ’t gaat
- Vergeten kan ik niet
- Wie brengt jou naar huis vannacht
- Laat me nu gaan
- Het album; Net als vroeger
- Het album; Even dicht bij mij

Voor Tino Martin:
- De gevierde man
- Mijn vriend
- Jij liet mij vallen
- Doe wat je wil
- Laat me Leven met Gerard Joling

## Hitnotaties

### Albums
| Album met eventuele hitnotering(en) in de Nederlandse Album Top 100 | Datum van verschijnen | Datum van binnenkomst | Hoogste positie | Aantal weken | Opmerkingen |
| ------------------------------------------------------------------- | --------------------- | --------------------- | --------------- | ------------ | ----------- |
| Tastbaar                                                            | 1998                  | -                     | -               | -            |             |
| Levensecht                                                          | 2008                  | -                     | -               | -            |             |
| Mijn Bloeiend Hart                                                  | 2012                  | -                     | -               | -            |             |
| Henny Thijssen Zingt                                                | 2016                  | -                     | -               | -            |             |

### Singles
| Single met eventuele hitnotering(en) in de Nederlandse Top 40 | Datum van verschijnen | Datum van binnenkomst | Hoogste positie | Aantal weken | Opmerkingen                 |
| ------------------------------------------------------------- | --------------------- | --------------------- | --------------- | ------------ | --------------------------- |
| Hoelang                                                       | 2013                  | -                     |                 |              | Nr. 20 in de Single Top 100 |
| Alleen voor mij                                               | 2013                  | -                     |                 |              | Nr. 70 in de Single Top 100 |
| Zonder problemen                                              | 2013                  | -                     |                 |              | Nr. 82 in de Single Top 100 |